# Харпо
Харпо, наст. имя Ян Торстен Свенсон (швед. Harpo, наст. имя Jan Torsten Svensson, 5 апреля 1950 г. Стокгольм) — шведский поп-музыкант и певец. Артистический псевдоним Харпо им взят в память об американском комическом актёре Харпо Марксе.

## Жизнь и творчество
Харпо как исполнитель стал широко известен в 1975 году благодаря своей песне «Кинозвезда» (Moviestar). В ряде стран Европы она возглавила список хитов. Так, в Германии в 1976 году Moviestar становится песней года (в течение 30 недель она на первом месте в списке хитов, затем в течение 17 недель — в пятёрке лучших по продажам). Певец тогда не находился, вопреки распространённому мнению, в договорных отношениях с продюсерами группы ABBA, однако одна из этой четвёрки, Анни-Фрида Лингстад исполняла вокал в англоязычном и шведским вариантах этой песни. Следующими исполненными им хитами до 1978 года становятся песни «Гороскоп» (Horoscope) и «Мотоцикл-мама» (Motorcycle Mama), автором которых являлся сам Харпо. Певец выступает на сцене босиком, в солнцезащитных очках и в кепи с козырьком на голове, в руках у исполнителя обычно посох с велосипедным звонком.
С середины 1970-х годов музыкант живёт на ферме в шведской глубинке, где выращивает скаковых лошадей. Он женат. Убеждённый пацифист, Харпо в 1977 году из-за отказа пройти воинскую службу был на 4 недели подвергнут тюремному заключению. В 1980 году во время скачек с Харпо произошёл тяжёлый несчастный случай из-за вырвавшейся лошади. В результате этого происшествия певец получил серьёзные ранения лица, его правый глаз перестал видеть. В связи с этим в последующие годы Харпо предпринял ряд косметических операций. С конца 1990-х годов он выступает в различных телешоу и на ретро-фестивалях, в том числе на телевидении, где исполняет свои старые песни.
Активно выступает в защиту животных.

## Дискография

### Альбомы
- 1974: Leo the Leopard
- 1975: Harpo & Bananaband
- 1975: Moviestar
- 1976: Harpo Smile
- 1977: The Hollywood Tapes
- 1978: Jan Banan (och hans flygande matta)
- 1979: Råck änd råll rätt å slätt
- 1981: The Fool of Yesterday …
- 1984: Let’s Get Romantic
- 1988: London
- 1990: Harpo Show — Hemliga låden
- 1992: Harpo (mit Liedern in schwedischer Sprache)
- 2005: Jan Harpo Svensson 05

### Сборники
- 1973: EMI:s Stjärnserie Vol. 2 — Låtar från Listorna
- 1977: 20 Harpo Hits (Club-Edition)
- 1980: 20 Bästa
- 1991: Portrait of Harpo
- 1993: Moviestar Greatest Hits
- 1995: Samlade Hits
- 1996: Movie Star
- 1997: Harpo Hits (1973—1997)
- 1999: Premium Gold Collection
- 1999: The Very Best Of
- 2001: The Collection
- 2003: Klassiker

### Синглы
- 1973: Honolulu
- 1973: Sayonora
- 1974: My Teenage Queen
- 1974: Baby Boomerang
- 1974: Teddy Love
- 1975: Moviestar
- 1975: Motorcycle Mama
- 1976: Horoscope
- 1976: Rock ’n’ Roll Clown
- 1976: Smile
- 1976: Beautiful Christmas
- 1977: In the Zum-Zum-Zummernight
- 1977: Som Ett ZomZom-Zommarbi (только в Швеции)
- 1977: Television
- 1977: Dandy
- 1977: San Francisco Nights
- 1977: D. J.
- 1978: With a Girl Like You
- 1978: Ode to Johnny Rotten
- 1978: Bianca
- 1979: Balladen om Stålmannen
- 1980: She Loves It Too!
- 1981: Yes I Do
- 1981: Rain and Thunder
- 1983: Light a Candle
- 1984: Party Girl
- 1985: Summer of 85
- 1986: On the Other Side of the Atlantic / På andra sidan Atlanten
- 1987: Movie Star / Motorcycle Mama
- 1987: Living Legends / Levande Legender
- 1987: Teargas
- 1988: London
- 1990: Moviestar ’90
- 1991: Down at the Club
- 1992: Lycka
- 1994: Sounds Like Love
- 1997: Moviestar
- 1997: Christmas
- 1999: Sayonora (1999 Remix)
- 2000: Honolulu
- 2001: Love Is Just a Game
- 2005: 05
- 2005: DumDumDum
- 2005: Här Är Ängarnar (как Jan Harpo Svensson)
- 2007: Superworld
- 2007: Picknick
- 2008: That’s All Right
- 2008: Elvis Presley Boulevard (только на радио)
- 2012: London 2012
- 2015: Vägra vara
- 2015: Julefrid
- 2019: TheNewYorkBallad
- 2019: Twinkle Little Star (feat. Miryu)
- 2020: Love is Great and Butterflies are Angels
- 2020: Cheaters Comes in All Shapes and Forms